# International Organization for Septuagint and Cognate Studies
Die International Organization for Septuagint and Cognate Studies (IOSCS) ist eine internationale Vereinigung von Forschern, deren Hauptforschungsschwerpunkt in der Erforschung der Septuaginta und mit ihr verbundener Texte liegt.

## Aktivitäten
Die IOSCS gibt seit 1968 eine Zeitschrift heraus. Diese erschien zunächst unter dem Titel The Bulletin of the International Organization of Septuagint and Cognate Studies (BIOSCS), seit 2011 unter dem Titel The Journal of Septuagint and Cognate Studies (JSCS), jeweils in Jahresbänden. Herausgeber ist Eberhard Bons. Außerdem erscheint seit 1972 die Monographienreihe Septuagint and Cognate Studies, herausgegeben von Martin Rösel.
Die IOSCS veranstaltet in einem dreijährigen Turnus internationale Kongresse, jeweils in organisatorischem Zusammenhang mit den Kongressen der International Organization for the Study of the Old Testament (IOSOT). Der 16. Kongress fand 2016 in Stellenbosch statt, der 17. Kongress 2019 in Aberdeen. Der Ort des 18. Kongresses (2022) ist Zürich. Außerdem beteiligt sich die IOSCS an den jährlichen Meetings der Society of Biblical Literature.
Die IOSCS führt verschiedene Projekte durch. Hierzu sind z. B. die New English Translation of the Septuagint (NETS), das Hexapla Project und die Reihe Society of Biblical Literature Commentary on the Septuagint (SBLCS) zu zählen.

## John William Wevers Prize in Septuagint Studies
Seit 2011 vergibt die IOSCS den John William Wevers Prize in Septuagint Studies für hervorragende Forschungsleistungen auf dem Gebiet der Septuaginta-Forschung und mit ihr verwandter Gebiete.
Die bisherigen Preisträger sind:
- 2023: Ryan Comins
- 2022: Kyle Young
- 2021: Maximilian Häberlein
- 2020: Joel Korytko
- 2019: Bryan Beeckman
- 2018: Daniel Olariu
- 2017: Jelle Verburg
- 2016: Nesina Grütter
- 2015: Christoffer Theis
- 2014: James R. Covington
- 2013: Ben Johnson
- 2012: Nicht vergeben
- 2011: Bradley John Marsh

## Kongressbände
- Claude E. Cox (Hrsg.): VI Congress of the International Organization for Septuagint and Cognate Studies: Jerusalem 1986. Atlanta, Georgia: Scholars Press, 1987.
- Claude E. Cox (Hrsg.): VII Congress of the International Organization for Septuagint and Cognate Studies: Leuven, 1989.Atlanta, Georgia: Scholars Press, 1991.
- Leonard J. Greenspoon (Hrsg.): VIII Congress of the International Organization for Septuagint and Cognate Studies: Paris 1992. Atlanta, Georgia: Scholars Press, 1995.
- Bernard A. Taylor: IX Congress of the International Organization for Septuagint and Cognate Studies: Cambridge, 1995. Atlanta, Georgia: Scholars Press, 1997.
- Bernard A. Taylor: X Congress of the International Organization for Septuagint and Cognate Studies: Oslo, 1998. Atlanta, Georgia: Society of Biblical Literature, 2001.
- Melvin K. H. Peters: XII Congress of the International Organization for Septuagint and Cognate Studies: Leiden, 2004. Leiden [u. a.]: Brill, sowie Atlanta, Georgia: Society of Biblical Literature, 2006.
- Melvin K. H. Peters: XIII Congress of the International Organization for Septuagint and Cognate Studies: Ljubljana, 2007. Leiden [u. a.]: Brill, sowie Atlanta, Georgia: Society of Biblical Literature, 2008.
- Melvin K. H. Peters: XIV Congress of the International Organization for Septuagint and Cognate Studies: Helsinki, 2010.Atlanta, Georgia: Society of Biblical Literature, 2013.
- Wolfgang Kraus (Hrsg.): XV Congress of the International Organization for Septuagint and Cognate Studies: Munich, 2013. Atlanta, Georgia: SBL Press, 2016.
- Gideon R. Kotzé (Hrsg.): XVI Congress of the International Organization for Septuagint and Cognate Studies: Stellenbosch, 2016. Atlanta, Georgia: SBL Press, 2019.